# Bradley (Karolina Południowa)
Bradley – jednostka osadnicza w Stanach Zjednoczonych, w stanie Karolina Południowa, w hrabstwie Greenwood.